# Jodie Whittaker
Jodie Auckland Whittaker (Huddersfield, 17 giugno 1982) è un'attrice britannica.
È nota in particolare per aver interpretato il Tredicesimo Dottore nella serie fantascientifica britannica Doctor Who e  Beth Latimer nella serie drammatica Broadchurch.

## Biografia
Frequenta la Guildhall School of Music and Drama, completa i suoi studi nel 2005 e debutta nello stesso anno al Globe Theatre in La tempesta di Shakespeare. Nel 2007 sostituisce Carey Mulligan in una produzione del Royal Court Theatre di Il gabbiano di Anton Čechov. Debutta al cinema nel 2006 in Venus, a fianco di Peter O'Toole e Leslie Phillips, e appare in numerose produzioni televisive britanniche e cortometraggi. Nel 2011 recita in Attack the Block - Invasione aliena nel ruolo di Sam e nel 2013 interpreta Beth Latimer nella serie televisiva della ITV Broadchurch. Nel 2017 viene scelta per interpretare la tredicesima incarnazione del Dottore nella serie televisiva Doctor Who; è la prima donna a ricoprire il ruolo.

## Vita privata
Sposata con l'attore statunitense Christian Contreras dal 2008, con il quale ha avuto due figli, nati nel 2015 e nel 2022.

## Filmografia parziale

### Attrice

#### Cinema
- Venus, regia di Roger Michell (2006)
- St. Trinian's, regia di Oliver Parker e Barnaby Thompson (2007)
- Good - L'indifferenza del bene (Good), regia di Vicente Amorim (2008)
- Mr. Dorothy, regia di Gabriel Bisset-Smith - cortometraggio (2009) - voce
- White Wedding, regia di Jann Turner (2009)
- Swansong: Story of Occi Byrne, regia di Conor McDermottroe (2009)
- Roar, regia di Adam Wimpenny - cortometraggio (2009)
- Perrier's Bounty, regia di Ian Fitzgibbon (2009)
- Wish 143, regia di Ian Barnes - cortometraggio (2009)
- St.Trinian's 2 - La leggenda del tesoro segreto (St Trinian's 2 - The Legend of Fritton's Gold), regia di Oliver Parker e Barnaby Thompson (2009)
- The Kid, regia di Nick Moran (2010)
- Ollie Kepler's Expanding Purple World, regia di Viv Fongenie (2010)
- Hello Carter, regia di Anthony Wilcox - cortometraggio (2011)
- Two Minutes, regia di Christopher Granier-Deferre - cortometraggio (2011)
- Attack the Block - Invasione aliena  (Attack the Block), regia di Joe Cornish (2011)
- One Day, regia di Lone Scherfig (2011)
- A Thousand Kisses Deep, regia di Dana Lustig (2011)
- Smoke, regia di Gabriel Bisset-Smith - cortometraggio (2012)
- Good Vibrations, regia di Lisa Barros D'Sa e Glenn Leyburn (2012)
- Ashes, regia di Mat Whitecross (2012)
- Dust, regia di Ben Ockrent e Jake Russell - cortometraggio (2012)
- Hello Carter, regia di Anthony Wilcox (2013)
- Black Sea, regia di Kevin Macdonald (2014)
- S.O.S. Natale (Get Santa), regia di Christopher Smith (2014)
- Adult Life Skills, regia di Rachel Tunnard (2016)

#### Televisione
- Doctors – serie TV, episodio 7x155 (2006)
- Dalziel and Pascoe – serie TV, episodi 11x03-11x04 (2006)
- This Life + 10, regia di Joe Ahearne - film TV (2007)
- Tess dei d'Urberville (Tess of the D'Urbervilles), regia di David Blair – miniserie TV (2008)
- The Shooting of Thomas Hurndall, regia di Rowan Joffe - film TV (2008)
- Wired, regia di Kenneth Glenaan - miniserie TV (2008)
- Consuming Passion, regia di Dan Zeff - film TV (2008)
- Return to Cranford – serie TV, episodi 2x01-2x02 (2009)
- Royal Wedding, regia di James Griffiths - film TV (2010)
- Accused – serie TV, episodio 1x04 (2010)
- Marchlands – serie TV, 5 episodi (2011)
- The Night Watch, regia di Richard Laxton - film TV (2011)
- Black Mirror – serie TV, episodio 1x03 (2011)
- Broadchurch – serie TV, 24 episodi (2013-2017)
- Doctor Who – serie TV, 32 episodi (2017-2022) - Tredicesimo Dottore
- Trust Me – serie TV, 4 episodi (2017)
- Doctor Who - serie televisiva, episodio 2x08 (2025) - Tredicesimo Dottore
- Toxic Town, regia di Minkie Spiro – miniserie TV, 4 episodi (2025)

### Doppiatrice
- That Christmas, regia di Simon Otto (2024)

## Teatro (parziale)
- The Tempest di William Shakespeare, Globe Theatre, Londra (2005)
- The Seagull di Anton Čechov, Royal Court Theatre, Londra (2007)

## Discografia

### Audiolibri
- 2022 - Doctor Who: Redacted

### Singoli
- 2019 - Yellow

## Doppiatrici italiane
Nelle versioni in italiano dei suoi lavori, Jodie Whittaker è stata doppiata da:
- Emilia Costa in Doctor Who, Good - L'indifferenza del bene
- Francesca Manicone in Black Mirror, S.O.S. Natale
- Gemma Donati in St. Trinian's
- Domitilla D'Amico in Attack the Block - Invasione aliena
- Federica De Bortoli in One Day
- Ilaria Stagni in Broadchurch
- Barbara De Bortoli in Black Sea
- Giò Giò Rapattoni in Trust Me
- Elisa Carucci in Toxic Town

Da doppiatrice è sostituita da:
- Simona D'Angelo in That Christmas